# Битва при Пойнт-Плезант
Битва при Пойнт-Плезант (англ. Battle of Point Pleasant), также известная как битва при Канауга — крупнейшее сражение Войны Данмора, состоявшееся 10 октября 1774 года между ополчением Виргинии и индейцами шауни и минго. На берегу реки Огайо, в районе современного Пойнт-Плезант (Западная Виргиния), индейцы, под командованием вождя шауни Маисового Стебля, атаковали виргинских ополченцев полковника Эндрю Льюиса, надеясь остановить продвижение Льюиса в Огайо. После долгого и упорного боя, Маисовый Стебель отступил. После этой битвы вирджинцы, в том числе и второй отряд, под командованием лорда Данмора, губернатора Виргинии, вступили в Огайо и вынудили Маисового Стебля подписать невыгодный мирный договор.

## Подготовка
Отряд численностью около тысячи человек под командованием полковника Эндрю Льюиса составлял одну из двух колонн вирджинских ополченцев, вторгшихся в Огайо. Он ожидал встречи с другим вирджинским отрядом под командованием лорда Данмора, который выступил на запад из форта Питт, в то время носившего название форт Данмор. План Данмора состоял в том, чтобы войти на территорию Огайо и принудить индейцев согласиться на границу по реке Огайо, которая была указана в договоре с ирокезами в форте Стенвикс в 1768 году.
Шауни, с которыми ирокезы никак не консультировались при заключении этого договора, не собирались отдавать свои земли без боя. Чиновники британского Индейского департамента во главе с сэром Уильямом Джонсоном вплоть до смерти последнего в июле 1774 года работали над дипломатической изоляцией шауни от других индейских племен. В результате, к началу войны шауни практически не имели союзников, за исключением небольшого числа минго.
Маисовый Стебель, вождь шауни, попытался перехватить отряд Льюиса раньше, чем вирджинцы смогут соединить силы. Оценки численности войск Маисового Стебля у разных ученых сильно различаются, но большинство из них полагает, что они уступали противнику более, чем в два раза, составляя от 300 до 500 воинов. Будущий знаменитый военный лидер шауни Синяя Куртка, вероятно, принимал участие в этой битве.

## Сражение
Войска Маисового Стебля атаковали лагерь Льюиса в месте впадения реки Канауги в Огайо, надеясь поймать его в ловушку на краю обрыва. Битва продолжалась много часов и местами переходила в рукопашную схватку. Голос Маисового Стебля был слышен сквозь грохот сражения, призывая воинов быть мужественными. Льюис послал несколько рот вдоль Канауги и вверх по ручью, чтобы атаковать индейцев с тыла и ослабить их натиск. С наступлением ночи шауни отступили и вернулись на другой берег Огайо. Вирджинцы отстояли свои позиции и считали себя победителями.

## Последствия
Вирджинцы потеряли примерно 75 человек убитыми и 140 ранеными . Потери шауни невозможно точно определить, так как они унесли своих раненых, а многих убитых бросили в реку. На следующее утро полковник Кристиан, прибывший вскоре после сражения, прошел со своими людьми через поле битвы. Они нашли 21 тело индейца на открытом месте и ещё 12 тел были обнаружены в наспех сооруженных укрытиях из веток и кустарника. Среди погибших был и Пакешинва, отец Текумсе.
Неудача в битве при Пойнт-Плезант вынудила Маисового Стебля подписать мирный договор в Кэмп-Шарлотт, уступавший Вирджинии все земли шауни к югу от Огайо (территория нынешних Кентукки и Западной Вирджинии). Шауни также были обязаны вернуть всех белых пленников и прекратить нападения на баржи с переселенцами, плывущие по реке Огайо.

## Наследие и историческая полемика
В апреле 1775 года, в то время, как многие вирджинцы ещё не успели вернуться с Войны Данмора, в Массачусетсе произошли сражения при Конкорде и Лексингтоне, начавшие войну за независимость. Лорд Данмор возглавил британские силы в Вирджинии. К концу того же года те же ополченцы, что сражались при Пойнт-Плезант, вынудили лорда Данмора и британские войска покинуть Вирджинию.
До своего ухода из Вирджинии Данмор искал возможность привлечь к союзу с Великобританией тех же индейцев, которые были побеждены у Пойнт-Плезант. Некоторые вирджинцы считали, что он тайно сотрудничал с шауни с самого начала. Они обвиняли Данмора в том, что он умышленно оставил без поддержки ополченцев Эндрю Льюиса, надеясь, что шауни уничтожат их до подхода сил королевской армии. Таким образом Данмор якобы надеялся ослабить ополчение, которое могло бы принять участие в будущем восстании. Однако, нет никаких доказательств, подтверждающих эту теорию и она отвергается большинством исследователей.
21 февраля 1908 года, Соединенные Штаты приняли билль № 160, постановивший воздвигнуть монумент в честь битвы при Пойнт-Плезант. В нём Пойнт-Плезант назывался «битвой Революции». Однако, этот билль был отвергнут Палатой Представителей.
Тем не менее, битва при Пойнт-Плезант прославляется как первая схватка американской революции во время «Боевых Дней», ежегодного фестиваля в современном городе Пойнт-Плезант (Западная Вирджиния).